# Somme des n premiers cubes

Visualisation graphique de l'égalité.

En mathématiques, la somme des n premiers cubes est égale au carré de la somme des {\displaystyle n} premiers entiers :
{\displaystyle 1^{3}+2^{3}+3^{3}+\cdots +n^{3}=\left(1+2+3+\cdots +n\right)^{2}}.
Soit, en utilisant la notation plus compacte des sommes et en rappelant la somme partielle d'une série arithmétique :
{\displaystyle \sum _{k=1}^{n}k^{3}=\left(\sum _{k=1}^{n}k\right)^{2}=\left({\frac {n(n+1)}{2}}\right)^{2}}.
Cette identité est parfois appelée théorème de Nicomaque. Elle est un cas particulier de la formule de Faulhaber.

## Historique
De nombreux mathématiciens historiques ont étudié et démontré cette égalité facile à prouver par récurrence. Stroeker estime que « chaque personne étudiant la théorie des nombres a dû être émerveillée par ce fait miraculeux ». Pengelley et Bressoud retrouvent cette égalité non seulement dans l’œuvre de Nicomaque (vivant vers l'an 100 dans l'actuelle Jordanie), mais aussi chez Aryabhata en Inde au Ve siècle, chez Al-Karaji vers l'an 1000 en Perse, chez Alcabitius en Arabie, chez le Français Gersonide (1288-1344)  et chez Nilakantha Somayaji (vers 1500 en Inde), ce dernier fournissant une démonstration visuelle (cf. ci-dessous).
Nicomaque, à la fin du chapitre 20 de son Introduction à l'arithmétique (en), souligne que si l'on écrit une liste de nombres impairs, le premier est le cube de 1, la somme des deux suivants est le cube de 2, la somme des trois suivants est le cube de 3, et ainsi de suite. Il ne va pas plus loin que cela, mais ces remarques contiennent en germe la démonstration de Wheatstone ci-dessous.

## Démonstrations
Plusieurs démonstrations permettent de prouver cette propriété et, en utilisant différentes techniques, de comprendre la provenance de cette relation entre des cubes et un carré.

### Preuve par récurrence
Les égalités à prouver sont des exemples d'utilisation du raisonnement par récurrence au lycée.
On constate que cette propriété est vraie pour {\displaystyle n=1} ; puis on définit {\displaystyle S_{n}=\sum _{i=1}^{n}i^{3}} et on suppose que {\displaystyle S_{n}=\left(\sum _{i=1}^{n}i\right)^{2}}. On sait que {\displaystyle \sum _{i=1}^{n}i={\frac {n(n+1)}{2}}}. Donc :  {\displaystyle S_{n}=\left({\frac {n(n+1)}{2}}\right)^{2}}. Démontrer la propriété est donc équivalent à démontrer que : {\displaystyle S_{n+1}=\left({\frac {(n+1)(n+2)}{2}}\right)^{2}}.  Or : {\displaystyle S_{n+1}=S_{n}+(n+1)^{3}=(n+1)^{2}({\frac {n^{2}}{4}}+n+1)=(n+1)^{2}({\frac {n^{2}+4n+4}{4}})=\left({\frac {(n+1)(n+2)}{2}}\right)^{2}}, et la propriété est démontrée.

### Preuves visuelles
Géométriquement (voir la figure ci-dessus constituant une preuve sans mots), l'identité correspond à calculer l'aire du carré multicolore de deux manières différentes : son côté est de longueur {\displaystyle {\frac {n(n+1)}{2}}}, et l'aire de chaque partie colorée (en "L") est égale à la différence entre l'aire d'un carré de côté {\displaystyle {\frac {k(k+1)}{2}}} et celle d'un carré de côté {\displaystyle {\frac {k(k-1)}{2}}}, donc à {\displaystyle k^{3}}.
Cette preuve est l'une des 7 preuves visuelles de calcul de la somme des {\displaystyle n} premiers cubes répertoriée par Nelsen dans son livre sur les preuves sans mots.

### Preuve par somme télescopique
Une preuve algébrique directe est la suivante. On s'intéresse à l'incrément entre deux termes successifs : 
{\displaystyle \left(\sum _{k=1}^{n}k\right)^{2}-\left(\sum _{k=1}^{n-1}k\right)^{2}=\left({\frac {n(n+1)}{2}}\right)^{2}-\left({\frac {(n-1)n}{2}}\right)^{2}=n^{2}{\frac {(n+1)^{2}-(n-1)^{2}}{4}}=n^{2}{\frac {4n}{4}}=n^{3}}.
Ce qui permet de retrouver le théorème de Nicomaque par somme télescopique :
{\displaystyle \left(\sum _{i=1}^{n}i\right)^{2}=\sum _{k=1}^{n}\left[\left(\sum _{i=1}^{k}i\right)^{2}-\left(\sum _{i=1}^{k-1}i\right)^{2}\right]=\sum _{k=1}^{n}k^{3}.}

### Preuve de Wheatstone
Une autre démonstration est fournie par Charles Wheatstone. Il développe chaque cube en une somme de nombres impairs consécutifs, selon une propriété remarquée par d'Adhémar et Cauchy, et déjà par Nicomaque ; puis il utilise le fait que la somme des {\displaystyle N=(n^{2}+n)/2} premiers nombres impairs est égale à {\displaystyle N^{2}}:
{\displaystyle {\begin{aligned}1+2^{3}+3^{3}+4^{3}+\cdots +n^{3}&=1+[3+5]+[7+9+11]+[13+15+17+19]+\cdots +\underbrace {[\left(n^{2}-n+1\right)+\cdots +\left(n^{2}+n-1\right)]} _{n^{3}}\\&=\underbrace {\underbrace {\underbrace {\underbrace {1} _{1^{2}}+3} _{2^{2}}+5} _{3^{2}}+\cdots +\left(n^{2}+n-1\right)} _{\left({\frac {n(n+1)}{2}}\right)^{2}}\\&=(1+2+\cdots +n)^{2}.\end{aligned}}}

### Preuve combinatoire
Il également possible de démontrer cette identité par un raisonnement combinatoire utilisant une preuve par double dénombrement[réf. souhaitée].
Pour {\displaystyle n\geqslant 2}, on définit l'ensemble {\displaystyle A:=\{(a,b,c,d)\in \{1,\ldots ,n\}^{4}\,|\,a>b,a>c,a>d\}}.
Premier dénombrement
On considère l'ensemble des quadruplets {\displaystyle (a,b,c,d)} de {\displaystyle A} tel que {\displaystyle a=n}. Alors, comme il existe {\displaystyle n-1} possibilités pour {\displaystyle b,c,d} le nombre total de tels quadruplets est de {\displaystyle (n-1)^{3}}. De la même manière le nombre de quadruplets tels que  {\displaystyle a=n-1} est de {\textstyle (n-2)^{3}}. Ainsi en continuant le raisonnement on trouve que : {\displaystyle |A|=(n-1)^{3}+(n-2)^{3}+\ldots +1^{3}.}
Deuxième dénombrement
On va maintenant distinguer les cas en fonction des relations d'égalités entre {\displaystyle b,c,d}.
- Cas 1 : {\displaystyle b=c=d}

Dans ce cas, il y a {\displaystyle {\binom {n}{2}}} possibilités. En effet une fois choisis les 2 nombres, le plus grand des 2 sera la valeur de {\displaystyle a} et l'autre la valeur commune de {\displaystyle b,c,d}.
- Cas 2 : Deux des trois éléments {\displaystyle b,c,d} sont égaux, c'est-à-dire un des cas {\displaystyle b=c\neq d,b=d\neq c,c=d\neq b}

Dans ce cas là, il faut commencer par choisir les éléments : {\displaystyle {\binom {n}{3}}} choix. La plus grande valeur du trio est attribuée à {\displaystyle a}. Il faut ensuite choisir laquelle des deux autres valeurs sera présente deux fois dans le quadruplet final : 2 choix. Finalement, il faut choisir l'emplacement de la valeur qui n'apparait qu'une fois : {\displaystyle 3} choix.
Le nombre total de quadruplets de ce sous-cas est ainsi : {\displaystyle {\binom {n}{3}}\times 2\times 3={\binom {n}{3}}\times 6}
- Cas 3 : {\displaystyle b,c,d} tous distincts

On choisit 4 entiers distincts dans {\displaystyle \{1,\ldots ,n\}} : {\displaystyle {\binom {n}{4}}} choix. Le plus grand ira en {\displaystyle a}. Les 3 autres sont assignés librement aux positions {\displaystyle b,c,d}.
Le nombre total de quadruplets de ce sous cas est donc : {\displaystyle {\binom {n}{4}}\times 3!}
Ainsi :
{\displaystyle {\begin{aligned}|A|&=6{\binom {n}{4}}+6{\binom {n}{3}}+{\binom {n}{2}}\\&={\frac {n(n-1)}{2}}\left({\frac {(n-2)(n-3)}{2}}+2(n-2)+1\right)={\frac {n(n-1)}{2}}\left({\frac {n^{2}-5n+6+4n-8+2}{2}}\right)\\&={\frac {n(n-1)}{2}}\cdot {\frac {n^{2}-n}{2}}={\binom {n}{2}}^{2}\end{aligned}}}
Ainsi : {\displaystyle \sum _{k=1}^{n-1}k^{3}={\binom {n}{2}}^{2}}.
Ce résultat est un cas particulier de celui donnant les sommes des premières puissances en fonction des nombres de surjections.

## Valeurs
Les valeurs de {\displaystyle \left({\frac {n(n+1)}{2}}\right)^{2}} pour les premiers entiers naturels sont : 0, 1, 9, 36, 100, 225, 441, 784, 1296, 2025, etc. (suite A000537 de l'OEIS).